# Bilbil okopcony
Bilbil okopcony (Pycnonotus barbatus tricolor) – podgatunek bilbila ogrodowego, małego, afrykańskiego ptaka z rodziny bilbili (Pycnonotidae).
Występuje od wschodniego Kamerunu do Demokratycznej Republiki Konga i południowego Sudanu, w zachodniej i środkowej Kenii, Angoli, północno-zachodniej Botswanie oraz północnej i zachodniej Zambii.

## Systematyka
Takson o niepewnej pozycji systematycznej, przez część ornitologów wraz z podgatunkami layardi i spurius wydzielany jest do odrębnego gatunku Pycnonotus tricolor.